# La nube rosa
La nube rosa es el decimotercer álbum (y decimoprimero de estudio) de la banda de rock argentina Bersuit Vergarabat y el primero sin el guitarrista Oscar Righi. Fue publicado el 5 de febrero de 2016 en Argentina. Cuenta con la participación de varios músicos invitados entre los que se encuentran la murga uruguaya Agarrate Catalina.
Fue grabado entre octubre de 2015 y enero de 2016 en los Estudios Romaphonic con Pepe Céspedes como productor artístico y Juan Bruno como productor asociado. Fue mezclado por Aníbal Kerpel en los estudios LA CASA (Los Ángeles).

## Lista de canciones
| N.º | Título                      | Letras             | Música                                        | Duración |  |
| 1.  | «Aquí Estamos»              | Juan Subirá        | Germán Sbarbati, Daniel Suárez, Pepe Céspedes | 4:25     |  |
| 2.  | «Cárcel, Hospital o Muerte» | Alberto Verenzuela | Verenzuela                                    | 2:35     |  |
| 3.  | «Por Si Pasa»               | Subirá             | Suárez, Céspedes                              | 3:58     |  |
| 4.  | «Que Hable de Vos»          | Suárez, Céspedes   | Suárez                                        | 3:05     |  |
| 5.  | «Cómo Decirte»              | Verenzuela         | Verenzuela, Sbarbati                          | 3:25     |  |
| 6.  | «El Taparrollos»            | Subirá             | Céspedes                                      | 3:10     |  |
| 7.  | «Corazonada»                | Subirá             | Céspedes                                      | 2:44     |  |
| 8.  | «La Máquina de Impedir»     | Subirá             | Subirá                                        | 3:17     |  |
| 9.  | «La Nube Rosa»              | Verenzuela         | Verenzuela                                    | 3:35     |  |
| 10. | «No Vengan»                 | Carlos E. Martín   | Martín, Céspedes                              | 4:30     |  |
| 11. | «Apunado»                   | Subirá             | Céspedes                                      | 4:07     |  |
| 12. | «Agradezco»                 | Verenzuela         | Verenzuela                                    | 3:12     |  |
| 13. | «Obstinato»                 | Subirá             | Subirá                                        | 3:16     |  |

## Videoclips
- Cómo Decirte
- Que hable de vos
- Obstinato

## Músicos
- Daniel Suárez - Voz y coros
- Germán Sbarbati - Voz y coros
- Alberto Verenzuela - Guitarra y voz en 2, 9 y 12
- Pepe Céspedes - Bajo, bajo moog, guitarras y coros
- Juan Subirá - Teclados, acordeón y coros
- Carlos Enrique Martín - Batería, percusión, coros y voz en 10

### Invitados permanentes
- Mariano "Nano" Campoliete - Guitarras, teclados y coros
- Manuel Uriona - Percusión
- Juan Bruno - Guitarra y coros

### Músicos invitados
- Aníbal Kerpel - Hammond en 4 y xilofón en 13
- Javier Casalla - Arreglos de cuerdas en 3 y 7, viola y violín en 2, 3 y 7
- María Eugenia Castro - Violoncelo en 7
- Martín Pomares - Guitarra en 6 y 10
- Diego "el Facha de Boedo" Dávila - Coros en 1
- Mauricio Ortiz - Saxos tenor y barítono en 5
- Martín Gil - Trompeta en 5
- Agarrate Catalina - percusión y coro de murga en 11